# Пепел върху слънцето
„Пепел върху слънцето“ е български игрален филм от 2020 г. и режисьорски дебют на Бо Калинов. Сценарият е написан от Златимир Коларов и братя Калинови по романа Illusio Magna на Златимир Коларов. Оператор е Калоян Иванов. Музиката във филма е композирана от Мирослав Димов, а основната песен от саундтрака е дело на Б.Т.Р. по текст на известния български текстописец Александър Петров. Премиерата на филма е на фестивала „Златна роза“ (2020) в град Варна.

## Сюжет
Хирург извършва интервенция с неуспешен край, а журналистка се захваща да разследва смъртта на пациента вследствие на рискованата операция. Д-р Стефанов (Юлиан Вергов) е обвинен в допусната лекарска грешка. Младата журналистка Антония (Силвия Петкова) се впуска в смело разследване в търсене на истината, което може да коства работата ѝ. Тя сглобява пъзела около доктора и инцидента, като интервюира негови близки и колеги.

## Актьорски състав
- Юлиан Вергов – д-р Стефан Стефанов
- Силвия Петкова – Антония
- Анастасия Лютова – Екатерина
- Александър Калинов – Емил
- Ирини Жамбонас – д-р Александрова
- Стефан Денолюбов – д-р Монов
- Павел Поппандов – Бай Стамен
- Николай Станоев – Георги
- Ники Илиев – д-р Шиков
- Камен Иванов – доц. Василев
- Мила Банчева – Дъщерята
- Оле Виренхед – д-р Ериксон

## Награди
На Международния кинофестивал в Монако (2021 г.) филмът е отличен с три награди – за режисьор, монтажист и продуцент.